# Physalacria changensis
Physalacria changensis är en svampart som beskrevs av Rostr. 1902. Physalacria changensis ingår i släktet Physalacria och familjen Physalacriaceae.   Inga underarter finns listade i Catalogue of Life.